# Orphnus planicollis
Orphnus planicollis är en skalbaggsart som beskrevs av Rudolph Petrovitz 1971. Orphnus planicollis ingår i släktet Orphnus och familjen Orphnidae. Inga underarter finns listade i Catalogue of Life.